# Dendronephthya heterocyathus
Dendronephthya heterocyathus is een zachte koraalsoort uit de familie Nephtheidae. De koraalsoort komt uit het geslacht Dendronephthya. Dendronephthya heterocyathus werd in 1889 voor het eerst wetenschappelijk beschreven door Wright & Studer. 